# Alter evangelischer Friedhof Langerfeld
Folgende Verbesserungen wären gut:

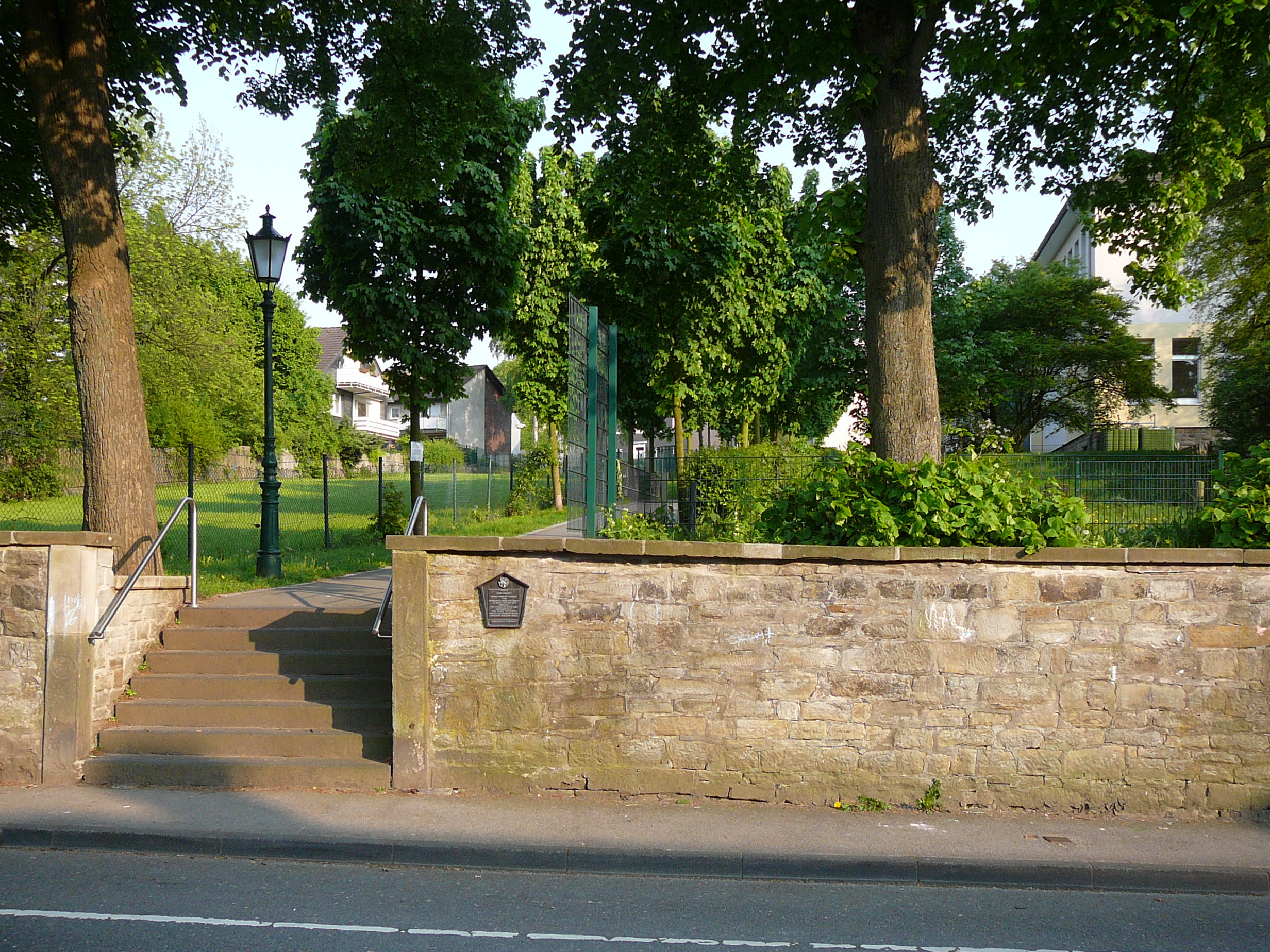
Alter evangelischer Friedhof Langerfeld

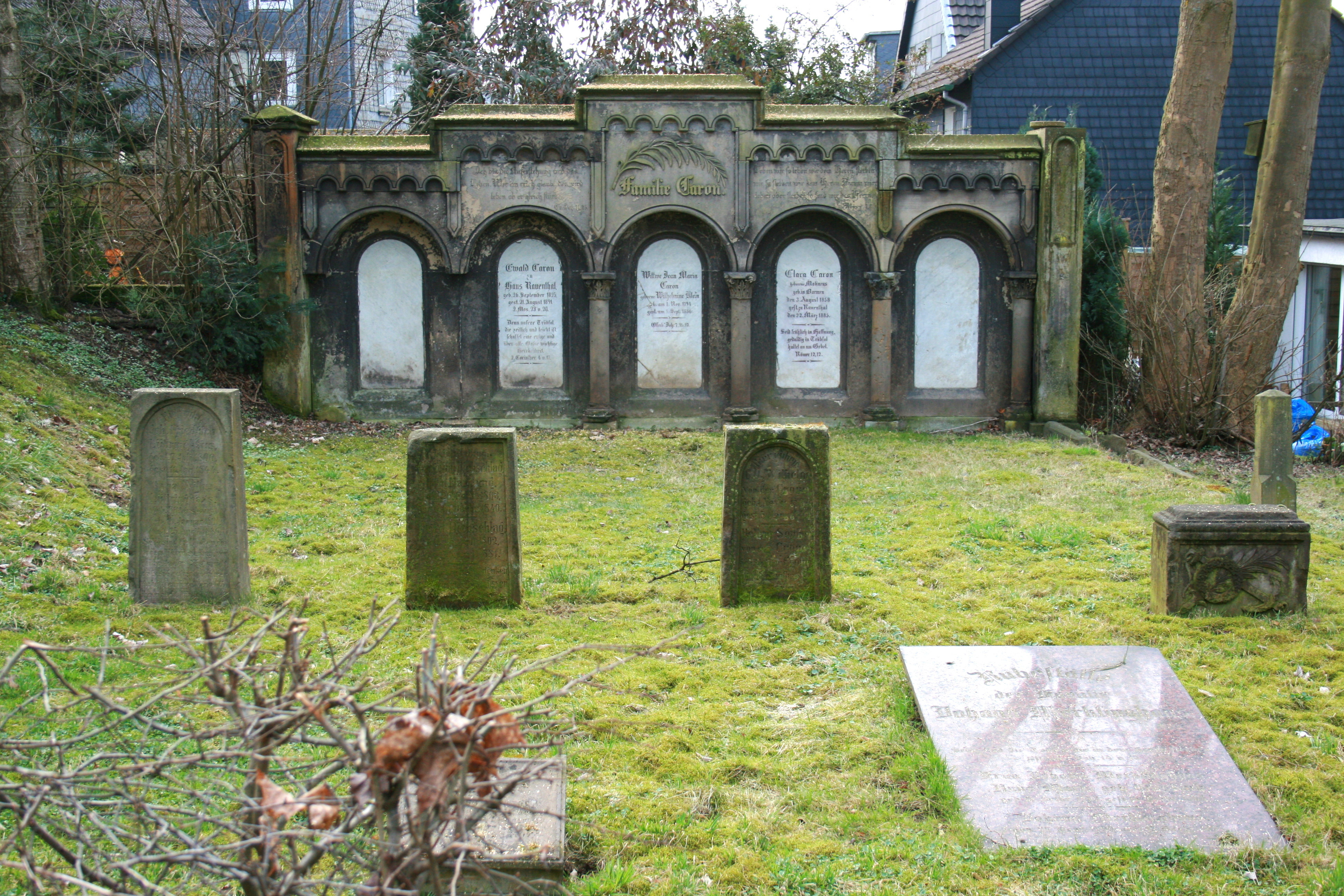
Im Hintergrund: Grabstätte Familie Caron

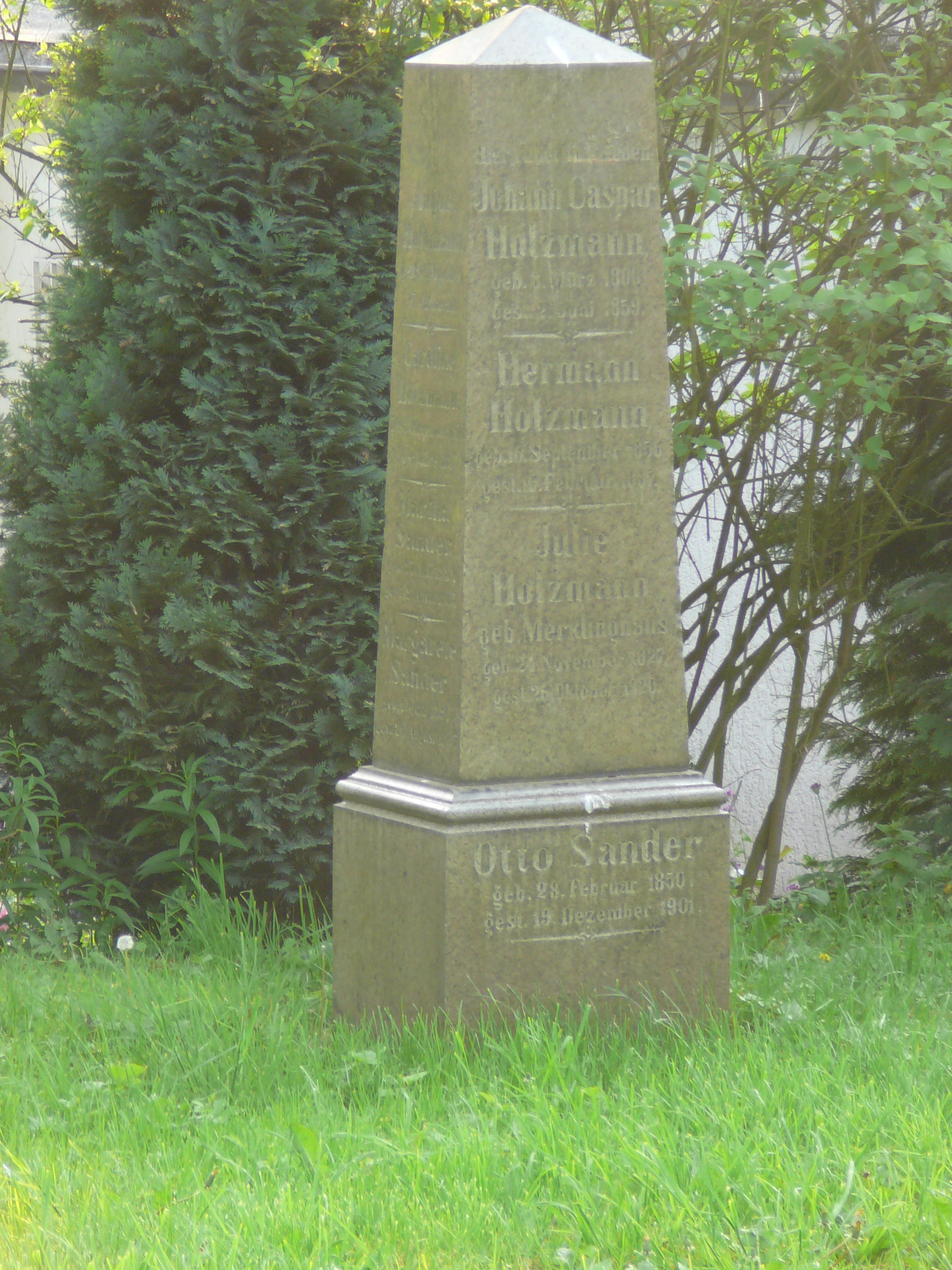
Obelisk Familie Casper Holzmann/Sander

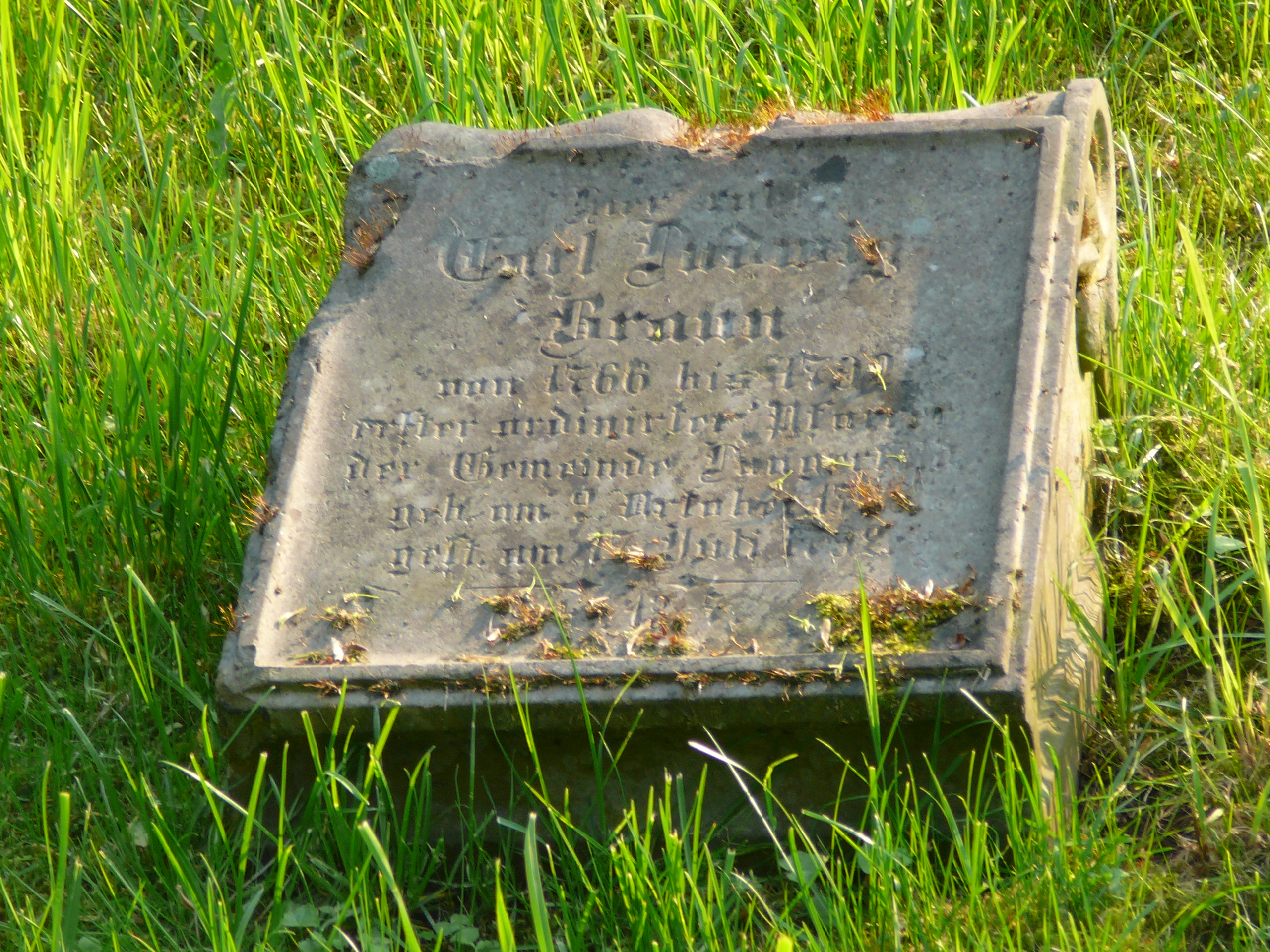
Grabplatte Pfarrer Karl Ludwig Braun

Der alte evangelische Friedhof Langerfeld entstand 1785 am östlichen Rand des damaligen Dorfes Langerfeld, heute Stadtteil von Wuppertal.

## Geschichte
Der Friedhof der Protestanten an der Odoakerstraße wurde 1849 und 1869 erweitert und bis zur Anlage des Friedhofs an der Kohlenstraße 1885 genutzt.
Zu beiden Seiten existierten Tore, die den Zugang zum Friedhof ermöglichten. Die nördlichen Sandsteinpfeiler sind noch erhalten. Der Friedhof als Gesamtbauwerk wurde laut der Entscheidung des Verwaltungsgerichts Düsseldorf am 4. November 1988 aus der Denkmalliste der Stadt Wuppertal ausgetragen. Einzelne Grabstätten bzw. Grabmale sind erhalten und als acht einzelne Baudenkmale am 15. Mai 2001 in die Denkmalliste aufgenommen.

## Einzelne erhaltene Grabmale
- Grabplatte Familie Johann F. Lüttringhaus[1]
- Grabplatte Familie Ferdinand Diebschlag[2]
- Grabplatte Pfarrer Karl Ludwig Braun[3]
- Grabplatte Familie Wilhelm von der Crone[4]
- Grabplatte Familie Johann Merklinghaus[5]
- Obelisk Familie Casper Holzmann/Sander[6]
- Fragment ohne Namensnennung[7]
- Grabstätte Familie Caron[8]